# Thaumalegastra
Thaumalegastra là một chi bọ cánh cứng trong họ Chrysomelidae.
Chi này được miêu tả khoa học năm 1994 bởi Daccordi.

## Các loài
Các loài trong chi này gồm:
- Thaumalegastra lawrencei Daccordi, 2000
- Thaumalegastra matthewsi Daccordi, 1994
- Thaumalegastra matthewsi Daccordi, 1994
- Thaumalegastra monteithi Daccordi, 1994